# Lissonota versicolor
Lissonota versicolor é uma espécie de insetos himenópteros, mais especificamente de vespas pertencente à família Ichneumonidae.
A autoridade científica da espécie é Holmgren, tendo sido descrita no ano de 1860.
Trata-se de uma espécie presente no território português.